# Jozef Béreš ml.
Jozef Béreš mladší (* 4. říjen 1984, Debraď) je pětinásobný mistr Slovenska v rallye, jezdec Mistrovství světa v rallye (WRC) a syn rovněž mistra Slovenska v rallye Jozefa Béreše staršího.

## Mistrovství světa v rallye

### 2003
Na své první rallye v rámci WRC ve Švédsku skončil na celkovém 34. místě. Šlo však spíše o získávání zkušeností, seznamování se s autem specifikace WRC (konkrétně Toyota Corolla WRC) a jízdou na sněhu. Na dalších dvou podnicích v Řecku (Acropolis Rally) byl diskvalifikován pro pozdní příchod do časové kontroly a ve Velké Británii (Wales Rally GB) havaroval.

### 2004
Sezónu absolvoval s nepříliš spolehlivým vozem Hyundai Accent WRC a hned na prvním podniku Mistrovství světa v Monaku, na Rallye Monte Carlo, dosáhl svého historicky nejlepšího výsledku v MS v absolutním pořadí. Obsadil 9. místo celkově. Až v roce 2014 ho překonal Jaroslav Melichárek jako nejvýše umístěného Slováka na soutěži Mistrovství světa. Po tomto skvělém začátku sezóny následovala série výletů mimo trať a technických závad poruchového Accentu.

## Výsledky ve WRC
| Rok  | Tým                       | Automobil              | 1     | 2       | 3   | 4      | 5      | 6       | 7      | 8   | 9       | 10     | 11  | 12     | 13      | 14      | 15  | 16     | PJ | Body |
| ---- | ------------------------- | ---------------------- | ----- | ------- | --- | ------ | ------ | ------- | ------ | --- | ------- | ------ | --- | ------ | ------- | ------- | --- | ------ | -- | ---- |
| 2003 | Styllex Tuning Motorsport | Toyota Corolla WRC     | MON   | SWE 34  | TUR | NZL    | ARG    | GRE Ret | CYP    | GER | FIN     | AUS    | ITA | FRA    | ESP     | GBR Ret |     |        | -  | 0    |
| 2004 | Styllex Tuning Motorsport | Hyundai Accent WRC     | MON 9 | SWE Ret | MEX | NZL    | CYP    | GRE Ret | TUR    | ARG |         |        |     |        |         |         |     |        | -  | 0    |
| 2004 | Styllex Tuning Motorsport | Subaru Impreza WRX STi |       |         |     |        |        |         |        |     | FIN Ret | GER    | JPN | GBR    | ITA Ret | FRA     | ESP | AUS    | -  | 0    |
| 2006 | Josef Béreš ml.           | Suzuki Ignis S1600     | MON   | SWE 30  | MEX | ESP 21 | FRA 21 | ARG     | ITA    | GRE | GER     | FIN 25 | JPN | CYP    | TUR 18  | AUS     | NZL | GBR 44 | -  | 0    |
| 2007 | Josef Béreš ml.           | Renault Clio S1600     | MON   | SWE     | NOR | MEX    | POR 18 | ARG     | ITA 25 | GRE | FIN Ret | GER 25 | NZL | ESP 22 | FRA 18  | JPN     | IRL | GBR    | -  | 0    |